# 珀祖
珀祖（法語：Pezou，法語發音：[pəzu]）是法国卢瓦-谢尔省的一个市镇，属于旺多姆区。

## 地理
珀祖（47°51'58"N, 1°8'34"E）面积13.97 平方千米，位于法国中央-卢瓦尔河谷大区卢瓦-谢尔省，该省份为法国中北部省份，北起厄尔-卢瓦省，东北接卢瓦雷省，东南接谢尔省，南至安德尔省，西南接安德尔-卢瓦尔省，西北接萨尔特省。
与珀祖接壤的市镇（或旧市镇、城区）包括：比斯卢、弗雷特瓦勒、利涅尔、利勒、勒奈、圣菲尔曼代普雷。

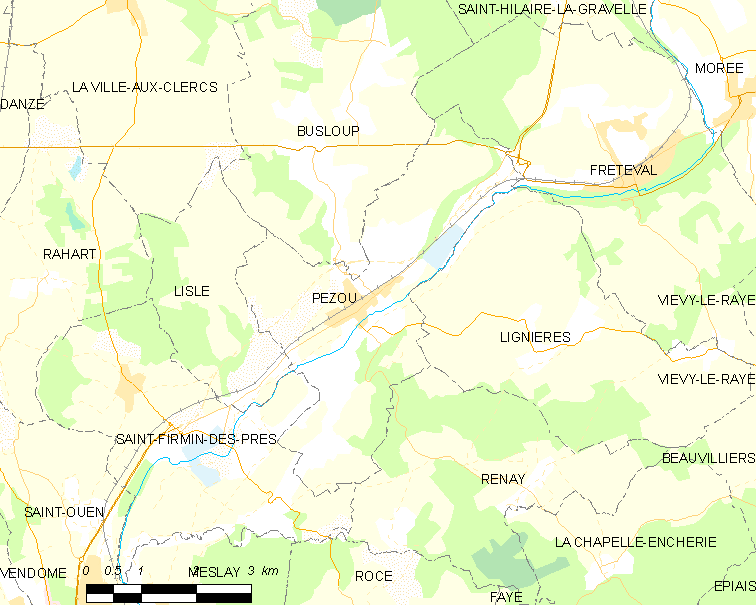
珀祖的OSM定位图

珀祖的时区为UTC+01:00、UTC+02:00（夏令时）。

## 行政
珀祖的邮政编码为41100，INSEE市镇编码为41175。

## 政治
珀祖所属的省级选区为佩尔什县。

## 人口

1962-2008年间珀祖人口变化图示

珀祖于2022年1月1日时的人口数量为1093人。